# Gigi l'amoroso
Pour les articles homonymes, voir Amoroso (homonymie).
Gigi l'amoroso est une chanson interprétée par Dalida en 1974, écrite par Michaële, L. et P. Sebastien et R. Rinaldi.
En 1974, Dalida remonte sur la scène de l'Olympia et présente une nouvelle chanson mi-chantée mi-parlée, Gigi l'amoroso. Le titre se vend à plus de 300 000 exemplaires en France, où il atteint la 5e place des ventes. Il se classe également dans plusieurs pays d'Europe (no 1 en Belgique et en Suisse, no 2 aux Pays-Bas et en Espagne) et reçoit un disque d'or au Canada.
Il existe une suite à cette chanson, "Gigi in paradisco" sortie en 1980.
Gigi l'amoroso reste une des chansons les plus connues de Dalida, qui a chanté ce titre en français, en italien, en japonais, en espagnol, en allemand ou encore en anglais.

## Histoire
À partir de 1967, Dalida finissait toujours ses galas ou ses concerts par la chanson Ciao amore, ciao, parue cette année-là. Après six années identiques, la chanteuse souhaite changer de final. Michaële, une parolière proche de Dalida, a l'idée de Gigi. Pendant un an, les deux femmes discutent et réfléchissent autour de ce personnage. En 1973, sur la route des vacances, durant un trajet en voiture, Dalida a l'idée de raconter l'histoire d'un petit chanteur italien qui était le roi de son village, qui partait pour les États-Unis par amour pour une femme, y faisait un fiasco complet et revenait chez lui. La parolière retravaille le texte. Lors d'un rendez-vous à Paris, Dalida trouve la chanson nouvellement écrite à son goût et appelle son frère Orlando pour lui raconter le sujet de la chanson.
La chanson sort au début de l'année 1974 et, malgré un format très long pour les radios (plus de 7 minutes), connaît un grand succès. Il venait d'avoir 18 ans compose la face B du 45 tours.

## Fiche artistique
- Titre : Gigi l'amoroso
- Paroles : Michaële sur les conseils de Dalida
- Musique : L. et P. Sebastien et R. Rinaldi
- Interprète d’origine : Dalida
- Ingénieurs du son : L. et P. Sebastien et R. Rinaldi

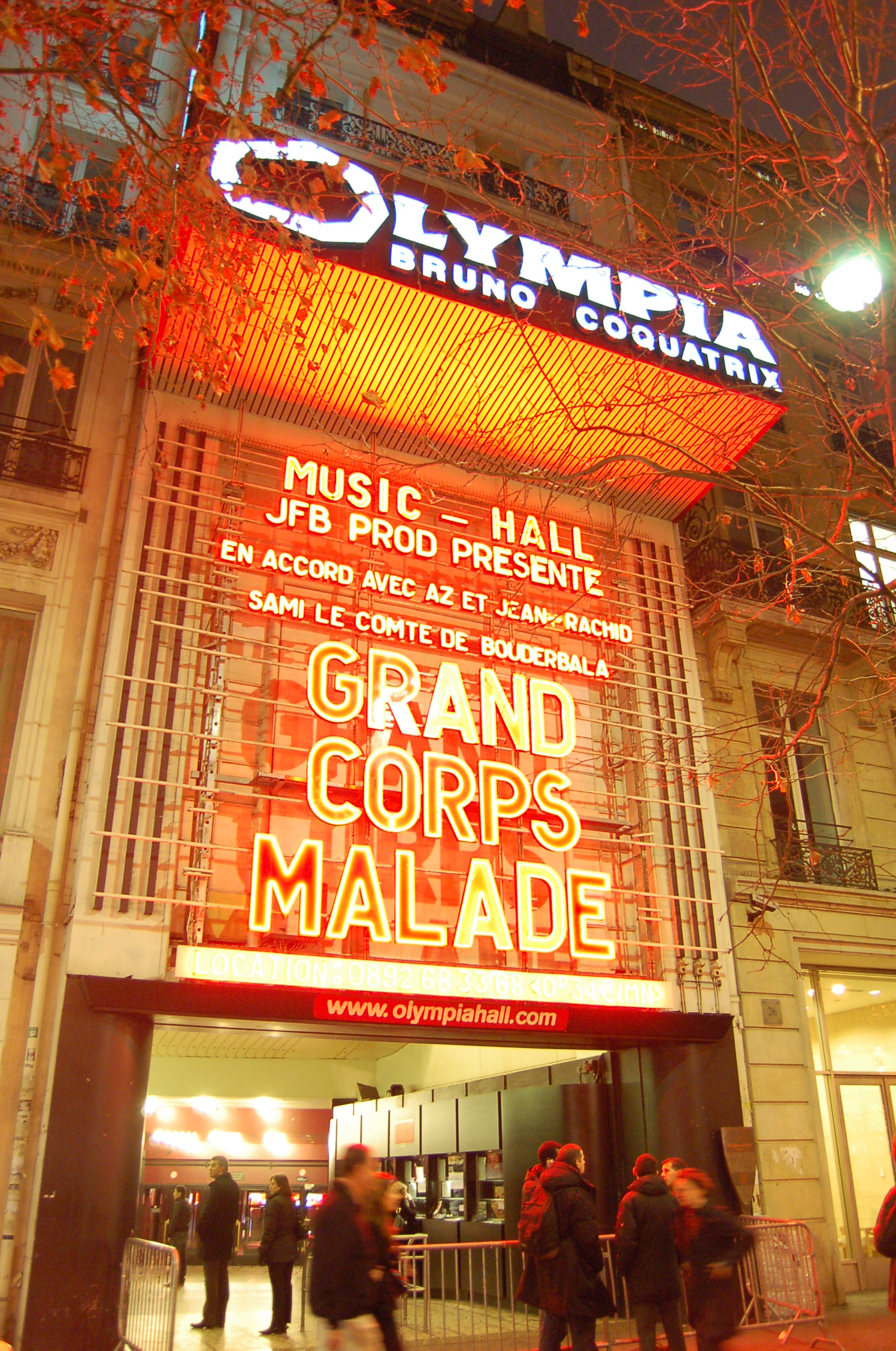
Façade de l'Olympia, salle où Dalida interpréta Gigi l'amoroso pour la première fois en 1974.

- Studio : Studio des dames, Paris
- Producteur : Orlando production
- Année de production : 1973
- Éditeur : IS record/Carrere
- Parution : 1974
- Durée : 07:28

## Interprétations scéniques
Lors de différentes interprétations de la chanson, Dalida est vêtue d'une longue robe. Les couleurs de ses robes sont accordées avec celles de sa chevelure (elle est alors blond vénitien) et de son teint plutôt mat. Dalida ne danse pas sur cette chanson mais effectue des mouvements de marche et des interprétations théâtrales tout en chantant. Les émotions de la chanteuse sont très visibles sur ce titre, surtout sur la partie parlée.
À la fin de la chanson, Dalida est rejointe sur scène par des dizaines de personnes, jouant le rôle des habitants du village.

## Classements
| Classement (1974-1975) | Meilleure position | Ventes,   | Certification |
| ---------------------- | ------------------ | --------- | ------------- |
| Suisse                 | 1                  |           |               |
| Région flamande        | 1                  |           |               |
| Wallonie               | 4                  |           |               |
| Pays-Bas               | 2                  |           |               |
| Espagne                | 2                  |           |               |
| Québec                 | 3                  | + 75 000  | Or            |
| France                 | 5                  | + 300 000 |               |
| Allemagne (Face B)     | 13                 |           |               |
| Italie (Face B)        | 33                 |           |               |

| Classement (2015-2016)           | Meilleure position |
| -------------------------------- | ------------------ |
| Région flamande (Back catalogue) | 40                 |
| Wallonie (Back catalogue)        | 17                 |

## Reprises
Gigi l'amoroso a été reprise par de nombreux artistes de différentes nationalités :
- Annie Cordy[25]
- Élie Kakou[26]
- Emily Loizeau[27]
- Frank Galan[28]
- Joanna Kurowska[29]
- Stenia Kozlowska[30]
- Andres Pajares[31]
- Massiel[32]
- Magdalena Kožená[33]
- Manel Amara[34]
- Corinne Sauvage[35]
- Régine[36]